# Communauté de communes du Pays de Longny-au-Perche
La communauté de communes du Pays de Longny-au-Perche est une ancienne communauté de communes française du Perche, située dans le département de l'Orne et la région Normandie.

## Histoire
La communauté de communes fusionne au 1er janvier 2017 avec la communauté de communes du Haut-Perche pour former la communauté de communes des Hauts du Perche, par arrêté du 23 novembre 2016.

## Composition
À la date de sa dissolution, elle regroupait six communes du canton de Tourouvre. Avant le 1er janvier 2016 et la création de la commune nouvelle de Longny les Villages (regroupant Longny-au-Perche, La Lande-sur-Eure, Malétable, Marchainville, Monceaux-au-Perche, Moulicent, Neuilly-sur-Eure et Saint-Victor-de-Réno), elle regroupait les treize communes de l'ancien canton de Longny-au-Perche.
| Nom                         | Code Insee | Gentilé    | Superficie (km2) | Population (dernière pop. légale) | Densité (hab./km2) |
| --------------------------- | ---------- | ---------- | ---------------- | --------------------------------- | ------------------ |
| Longny les Villages (siège) | 61230      |            | 151,76           | 3 093 (2014)                      | 20                 |
| Bizou                       | 61046      | Bizouins   | 9,04             | 122 (2014)                        | 13                 |
| L'Hôme-Chamondot            | 61206      |            | 15,92            | 267 (2014)                        | 17                 |
| Le Mage                     | 61242      | Mageois    | 25,34            | 239 (2014)                        | 9,4                |
| Les Menus                   | 61274      | Menusiens  | 11,81            | 207 (2014)                        | 18                 |
| Le Pas-Saint-l'Homer        | 61323      | Lhomériens | 9,43             | 151 (2014)                        | 16                 |

## Administration
| Période      | Période       | Identité       | Étiquette | Qualité                                             |
| ------------ | ------------- | -------------- | --------- | --------------------------------------------------- |
| janvier 1995 | février 2005  | Jackie Legault | DvD       | Maire de Longny-au-Perche, conseiller général       |
| février 2005 | avril 2008    | Didier Collin  |           | Maire de L'Hôme-Chamondot                           |
| avril 2008   | décembre 2016 | André Grudé    |           | Conseiller municipal puis maire de Longny-au-Perche |